# Monsieur (Lied)
Monsieur ist der Titel eines Popsongs, der von dem deutschen Musiker Karl Götz im Foxtrot-Rhythmus komponiert wurde. Die Schallplatten-Produktion mit Petula Clark und einem deutschen Text von Kurt Hertha wurde 1962 in Deutschland zu einem Nummer-eins-Hit.

## Das Original
Seit Mitte der 1950er Jahre hatte die britische Sängerin Petula Clark in Europa erfolgreich Schallplatten veröffentlicht. 1962 begann die französische Plattenfirma Disques Vogue mit ihrem Tochterunternehmen Deutsche Vogue den deutschen Schallplattenmarkt zu erobern. Eine der ersten deutschsprachigen Singles wurde mit Petula Clark produziert, die auf einer Seite den Titel Monsieur enthielt. Dessen Autorenteam Karl Götz und Kurt Hertha hatte zuletzt 1961 mit Tanze mit mir in den Morgen einen Nummer-eins-Titel in Deutschland geschrieben. In Kurt Herthas Text geht es um weibliche Zweifel: „Ich möcht´ so gern mit Ihnen glücklich sein, mein Herz sagt ja, doch mein Verstand sagt nein.“ Für die musikalische Begleitung sorgte das Orchester Henry Mayer. Vogue brachte die Single unter der Katalog-Nummer 14006 im August 1962 in Deutschland auf den Markt.

## Erfolge
Es brauchte nur wenige Wochen, bis Clarks Titel Monsieur von der deutschen Musikzeitschrift Musikmarkt am 8. September 1962 in die Hitliste Top 50 aufgenommen wurde. Nach einem Monat erreichte Monsieur die Top 10, und am 24. November hatte Clark Pat Boone und Rex Gildo mit ihrem Dauerbrenner Speedy Gonzales von der Spitze der Charts verdrängt. Sie konnte den Spitzenplatz einen Monat lang verteidigen, insgesamt stand Monsieur beim Musikmarkt acht Monate in den Top 50. In den von Günter Ehnert nach Musikmarkt zusammengestellten „Hits des Jahres“ erreichte der Titel Monsieur den vierten Platz. Bei der Jugendzeitschrift Bravo dauerte es bis zum 16. Oktober 1962, bis Monsieur  in der Rangliste Musicbox auftauchte. Dort wurde er acht Wochen lang notiert, kam aber über Platz drei nicht hinaus. Die Single verkaufte sich europaweit über zwei Millionen Mal, davon 250.000 Mal in Deutschland. Monsieur zählt zu den meistverkauften Schlagern in Deutschland.

## Coverversionen
In der Bundesrepublik brachte nur das Billiglabel Tempo eine Version von Monsieur mit dem Text von Kurt Hertha gesungen von Charlotte Marian heraus. In der DDR erwarb die Plattenfirma Amiga die Veröffentlichungsrechte und brachte Monsieur mit der französischen Sängerin Nicole Felix heraus. Für die Backgroundmusik sorgte das Orchester Günter Gollasch.
Für den englischsprachigen Raum sorgte der britische Autor Bunny Lewis für einen Text in Englisch. Er hatte zuvor auch schon für den Titel Milord für eine englische Fassung gesorgt. Obwohl Petula Clark sowohl in Großbritannien als auch in den USA bereits Schallplatten veröffentlicht hatte, wurde mit ihr in beiden Ländern die englische Version nicht produziert. Den Zuschlag erhielt die britische Sängerin Tonia Bern, die Monsieur mit dem Text von Bunny Lewis auf einer Single sowohl in Großbritannien als auch in den USA herausbrachte. Im englischen Raum blieb diese Version erfolglos. Da Petula Clark in vielen europäischen Ländern aktiv war, kam es doch noch zu einer weiteren Version mit ihr. In Italien produzierte Vogue eine Fassung in italienischer Sprache, verfasst von Vito Pallavicini. Schließlich erschien 1962 auch eine holländische Version mit Conny van den Bos und einem Text von Peter Koelewijn.

## Diskografie
| Interpretin       | Label-Nr.        | Veröffentlichung      | Texter           |
| ----------------- | ---------------- | --------------------- | ---------------- |
| Petula Clark      | Vogue 14006      | BR Deutschland 8/1962 | Kurt Hertha      |
| Charlotte Marian  | Tempo 875        | BR Deutschland 1962   | Kurt Hertha      |
| Nicole Felix      | Amiga 450336     | DDR 1962              | Kurt Hertha      |
| Tonia Bern        | Piccadilly 35098 | Großbritannien 1/1963 | Bunny Lewis      |
| Tonia Bern        | Colpix 678       | USA 3/1963            | Bunny Lewis      |
| Petula Clark      | Vogue 35031      | Italien 1962          | Vito Pallavicini |
| Conny van den Bos | Philips 318826   | Niederlande 11/1962   | Peter Koelewijn  |